# Жасурбек Латипов
Жасурбек Латипов (узб. Jasurbek Latipov; 15 вересня 1991, Андижан) — узбецький боксер, чемпіон Азії та Азійських ігор, призер чемпіонатів світу серед аматорів.

## Аматорська кар'єра
2009 року Жасурбек Латипов вперше став чемпіоном Узбекистану.
2010 року на Азійських іграх в Гуанчжоу програв у 1/8 фіналу майбутньому переможцю Цзоу Шимін (Китай).
На чемпіонаті світу 2011 завоював бронзову медаль.
- В 1/32 фіналу переміг Саміра Брахімі (Алжир) — 17-4
- В 1/16 фіналу переміг Івана Фігуренко (Білорусь) — 21-7
- В 1/8 фіналу переміг Саломо Н'Туве (Швеція) — 10-7
- В чвертьфіналі переміг Вінченцо Пікарді (Італія) — 18-11
- В півфіналі програв Ендрю Селбі (Уельс) — 15-21

На Олімпійських іграх 2012 переміг Хешама Абделала (Єгипет) — 21-11, а у чвертьфіналі програв Нямбаярин Тегсцогт (Монголія) — 10-15.
2013 року Жасурбек Латипов завоював бронзову медаль на літній Універсіаді, програвши у півфіналі Харгуугийн Енх-Амар (Монголія). На чемпіонаті світу 2013 завоював срібну медаль.
- В 1/16 фіналу переміг Хамза Тоуба (Німеччина) — 3-0
- В 1/8 фіналу переміг Нарека Абгаряна (Вірменія) — 3-0
- В чвертьфіналі переміг Педді Барнса (Ірландія) — 3-0
- В півфіналі переміг Ендрю Селбі (Уельс) — 2-1
- У фіналі програв Міші Алояну (Росія) — 1-2

В наступні роки поступився місцем у збірній Узбекистану Шахобідіну Зоїрову. Повернувшись у збірну, 2017 року у Ташкенті Жасурбек Латипов став чемпіоном Азії. На чемпіонаті світу 2017 завоював срібну медаль.
- В 1/16 фіналу переміг Янкеля Рівера (Пуерто-Рико) — 5-0
- В 1/8 фіналу переміг Даніеля Асенова (Болгарія) — 5-0
- В чвертьфіналі переміг Сейбера Авіла (Колумбія) — 4-1
- В півфіналі переміг Кім Ін Куй (Південна Корея) — 5-0
- У фіналі програв Йосвані Вейтія (Куба) — 0-5

2018 року, здобувши чотири перемоги, Жасурбек Латипов став чемпіоном Азійських ігор. Надалі знов не потрапляв до складу збірної Узбекистану на великих турнірах.